# Sylvester (cantante)
Sylvester James Jr. (Los Ángeles, 6 de septiembre de 1947-San Francisco, 16 de diciembre de 1988), popularmente conocido como Sylvester, fue un cantante, bailarín y modelo.Es conocido por sus vestuarios y pelucas femeninas y por ser uno de los artistas más importantes del sonido disco, a finales de los años 70. 
Sylvester a veces era conocido como la «Reina del Disco», aunque este apodo también se ha otorgado a algunas mujeres de la era disco, como Gloria Gaynor o Donna Summer. Sus canciones más importantes fueron «You Make Me Feel (Mighty Real)», «Dance (Disco Heat)» (ambos de 1978) y «Do You Wanna Funk» (1982). 
Conocido por cantar en falsete (a pesar de tener una voz de barítono), fue también uno de los pioneros del sonido Hi-NRG, de finales de los años 70 e inicios de los 80, junto a Patrick Cowley, también músico, y recibió influencias desde Europa de grupos como Telex o músicos como el productor y DJ italiano Giorgio Moroder. 
Fue uno de los primeros músicos famosos abiertamente gais que reconoció haber contraído el VIH y también uno de los primeros que murió (a los 41 años, en 1988, en San Francisco) a consecuencia de las complicaciones del sida, a finales de los años 80.

## Biografía

### Primeros años
Sylvester James nació en Los Ángeles, California, proveniente de una familia de bajos ingresos, y fue criado por su madre, Letha. Según el programa Unsung, de la cadena de televisión estadounidense TV One, vivió en una pequeña casa con dos habitaciones, en donde él y su hermano compartían una litera. Fue el mayor de seis hijos. El padre no estuvo presente en la vida familiar. Muchos hechos de sus primeros años son inciertos, y han surgido fechas de nacimiento que van desde 1944 a 1948. Una cosa sí era cierta: Sylvester fue una estrella del góspel infantil.[cita requerida]
Animado a cantar por su abuela Julia Morgan, quien cantó blues en las décadas de 1920 y 1930, el talento de James surgió primero en la Iglesia de Dios en Cristo (Church of God in Christ), de Palm Lane, en el sur de Los Ángeles, y pronto se vio agitando a las masas en las iglesias del sur de California y más allá, a veces promovido como "El Niño Maravilla del Gospel".[cita requerida]
La vida hogareña de Sylvester se desintegró cuando era adolescente. Se enfrentó con su madre y padrastro, y huyó de casa a los de 16 años. Por muchos años vivió en las calles de Los Ángeles, pero consiguió terminar la preparatoria y matricularse en el Lamert Beauty College. James se mudó a San Francisco en 1967 y, por cuenta propia, su vida comenzó en ese momento.[cita requerida]

### Carrera
"Mi vida empezó cuando me mudé a San Francisco."
Sylvester

En San Francisco, Sylvester actuó en una producción musical llamada Women of the Blues, con su repertorio de canciones de Bessie Smith y Billie Holiday al remolque. A principios de los 70, Sylvester se unió a un efímero grupo de artistas llamado The Cockettes, una tropa de drag queens psicodélicos fundada por Hibiscus, cuyo nombre real fue George Harris.[cita requerida]
Después de dejar a The Cockettes, Sylvester actuó numerosas veces en San Francisco en solitario. Uno de sus más famosos espectáculos, titulado "Jungle Sin", en el cual se presentaban las mejores canciones de Sylvester en The Cockettes, tomó lugar en el club Bimbo's en San Francisco, y fue producido por el empresario del rock David Ferguson en 1972. Ese mismo año, Sylvester cantó en The Temple en San Francisco con las entonces desconocidas Pointer Sisters, y también fue producido por Ferguson. Sylvester aparece en el escandaloso filme de The Cockettes llamado Tricia's Wedding, satirizando la boda de la hija del presidente Richard Nixon, Tricia.[cita requerida]
En 1972, Sylvester suministró dos canciones al álbum Lights Out San Francisco, compilado por la estación de radio KSAN y lanzado bajo el sello discográfico Blue Thumb. En 1973, Sylvester & The Hot Band, cuyos integrantes fueron Bobby Blood en la trompeta, Chris Mostert en el saxo, James Q. Smith en la guitarra, Travis Fullerton en la batería y Kerry Hatch en el bajo, lanzaron dos álbumes de rock bajo el sello Blue Thumb. Su debut "Sylvester & The Hot Band" también fue conocido como "Rasca Mi Flor" (Scratch My Flower), debido a una calcomanía en forma de gardenia que era "rasca-huele", adherido en la portada.[cita requerida]
En 1974, Sylvester conoció a Horus Jack Tolsen (teclados) quien, junto a Amadeo Barrios (batería) y su hermano Adrián Barrios (bajo), formaron un trío que apoyaba a Sylvester en un club nocturno de San Francisco llamado Cabaret-After Dark. Poco tiempo después, Horus fue despedido, y Amadeo consiguió nuevos músicos: Archie White (teclados), Angel Reyes (guitarra), la vocalista de apoyo Bianca Thorton, Gerry Kirby y otra vocalista, Debbie. Esto llevó a Sylvester a una nueva dirección musical. La banda se nombró extraoficialmente The Four A's, y finalmente se separaron tras varios intentos de ser contratados por alguna disquera importante. En 1975, los hermanos Barrios lo intentaron por última vez antes de unirse a la banda de Lenny Williams y a Sly Stone. 
Sylvester firmó un contrato en solitario con Fantasy Records en 1977, trabajando con el legendario productor de talentos de Motown Harvey Fuqua, quien produjo su álbum Stars en 1979. Luego Sylvester alegó que Fuqua lo engañó quitándole millones de dólares. Pronto conoció a su frecuente colaborador Patrick Cowley. El sintetizador de Cowley y la voz de Sylvester probaron ser una combinación mágica, y empujó el sonido de Sylvester a una dirección cada vez más bailable. Su segundo álbum como solista, Step II (1978), desató dos clásicos del Disco: "You Make Me Feel (Mighty Real)", y "Dance (Disco Heat)". Estas dos canciones se enlistaron en las tablas de popularidad Americanas, y pasó seis semanas en el #1 en agosto y septiembre de 1978. 
Para este tiempo tanto en sus shows en vivo como en sus grabaciones destacaron las voces de apoyo de Two Tons O' Fun: las futuras Weather Girls Martha Wash e Izadora Rhodes. 1979 le dio tres premios Billboard y una aparición en la película The Rose, protagonizando Bette Midler. Cantó "You Make Me Feel (Mighty Real)" en vivo para el Castro Street Fair, gracias al futuro primer supervisor gay Harvey Milk.

#### Años 80
Mudándose a Megatone Records en 1982, Sylvester pronto consiguió un clásico Hi-NRG con "Do You Wanna Funk", el cual fue destacado en el filme de 1983 Trading Places. Fue amigo cercano de otras artistas de Megatone como Linda Imperial y Jeanie Tracy. Sylvester también fue muy cercano con Patti Labelle y Sarah Dash para quien él grabó voces de apoyo en su hit de dance "Lucky Tonight".
Las constantes presiones de su disquera para "masculinizar" su imagen lo orillarían a asistir a sus reuniones en completo drag. Una sesión de fotos drag, la cual él escenificó y presentó a los principales de la disquera (llamándolo su "nueva portada de álbum") adornaría luego la portada de Immortal después de su muerte; fue la manera en el que la disquera rindió tributo a su espíritu. 
En 1985, uno de sus sueños se hizo realidad al ser convocado a ser vocalista de apoyo de Aretha Franklin en su álbum de regreso Who's Zoomin' Who?. Su único álbum bajo la Warner Bros. Records fue Mutual Attraction en 1986; un sencillo del álbum Someone Like You se convirtió en el segundo éxito #1 de Sylvester en las listas de popularidad dance de los E.U. y destacó el arte de la portada bajo las manos de Keith Haring.

### Enfermedad y muerte
A principios de 1987, Sylvester declaró:

"No creo que el SIDA sea la ira de Dios. La gente tiene una tendencia de culpar por todo a Dios."
Sylvester

Sylvester murió por complicaciones del sida en San Francisco, el 16 de diciembre de 1988. Tenía 41 años. Su buena amiga, Jeanie Tracy se hizo cargo de él antes de morir.

## Legado
Su última voluntad fue legar sus regalías futuras para la lucha contra la enfermedad que lo llevó a la muerte.
Sylvester apareció en el documental Tricia's Wedding acerca del grupo homónimo (que en algún tiempo incluyó a Divine) lanzado póstumamente en 2002. El 20 de septiembre de 2004, la canción "You Make Me Feel (Mighty Real)", fue introducida al Salón de la Fama de la Música Dance. Un año después, el 19 de septiembre de 2005, el mismo Sylvester fue introducido al Salón de la Fama de la Música Dance por sus logros como artista.

## Discografía
- Sylvester & the Hot Band (performed by Sylvester & the Hot Band; Blue Thumb, 1973)
- Bazaar (performed by Sylvester & the Hot band; Blue Thumb, 1973)
- Sylvester (Fantasy, 1977)
- Step II (Fantasy, 1978)
- Stars (Fantasy, 1979)
- Living Proof (double LP, recorded live; Fantasy, 1979)
- Sell My Soul (Fantasy/Honey, 1980)
- Too Hot To Sleep (Fantasy/Honey, 1981)
- All I Need (Megatone, 1982)
- Call Me (Megatone, 1983)
- M-1015 (Megatone, 1984)
- 12 By 12 (Megatone)
- Mutual Attraction (Warner Brothers, 1986)
- Immortal (Megatone, 1989)